# Hà Thanh Xuân
Hà Thanh Xuân (tên thật Trần Thị Thanh Xuân; sinh ngày 2 tháng 5 năm 1988) là một ca sĩ hải ngoại thành công với dòng nhạc trữ tình trước 1975, hiện cộng tác với Trung tâm Thúy Nga từ năm 2016. Trước đó, cô đã từng cộng tác với Trung tâm Asia từ năm 2010 đến 2016.

## Tiểu sử
Hà Thanh Xuân sinh năm 1988 tại Thành phố Hồ Chí Minh, quê gốc ở Thành phố Huế. Cô từng đoạt giải tư Tiếng hát Truyền hình Thành phố Hồ Chí Minh năm 2005. Hà Thanh Xuân có bản thu âm đầu tiên khi còn là sinh viên năm 2 và ra mắt album đầu tay mang tên Ký ức dòng sông thời gian ngắn sau đó, năm 2010 cô cùng gia đình sang Mỹ định cư.
Năm 2017 Hà Thanh Xuân hóa thân thành cố NSƯT Thanh Nga trong Liveshow của Đàm Vĩnh Hưng mang tên "Sài Gòn Bolero và Hưng".

## Đời tư
Hà Thanh Xuân đã kết hôn với doanh nhân Thắng Ngô vào ngày 2 tháng 5 năm 2022, đúng vào ngày sinh nhật của mình. Tuy nhiên đến ngày 10 tháng 9 năm 2023, cô đã xác nhận hôn nhân giữa mình với chồng đã đổ vỡ chỉ sau vài tháng kết hôn.
Hà Thanh Xuân cho biết bản thân và "Vua cá koi" chưa từng đăng kí kết hôn, sau hôn lễ với Thắng Ngô, cô đã gặp rất nhiều phiền toái đến mức gần như trầm cảm: "Sau 2 tháng quen biết và gặp gỡ anh Thắng, do sự mong muốn của hai gia đình và hai người trong cuộc tưởng chừng mối quan hệ màu hồng, đám cưới đã diễn ra rất nhanh chóng, đúng như nhận định của cả nhà. Sau lễ cưới ấy Xuân đã gần như trầm cảm và phải thu mình lại, không dám đọc bất cứ bình luận nào trên mạng xã hội".

## Những tiết mục biểu diễn trên sân khấu

### Trung tâm Asia
| STT | Tiết mục | Thể hiện với                              | Chương trình                 | Năm  |
| --- | --- | ----------------------------------------- | ---------------------------- | ---- |
| 1   | Hài kịch: Tâm Xuân                                                                                            | Quang Minh, Hồng Đào, Đoàn Phi            | ASIA 67                      | 2011 |
| 2   | Khúc Hát Ân Tình (Xuân Tiên)                                                                                  | Solo                                      | ASIA 67                      | 2011 |
| 3   | Hẹn Người Kiếp Sau (Anh Bằng)                                                                                 | Tường Khuê                                | ASIA Golden 1                | 2011 |
| 4   | Mưa (Văn Phụng)                                                                                               | Solo                                      | ASIA 68                      | 2011 |
| 5   | Màu Xanh Noel (Hoài Phương)                                                                                   | Solo                                      | ASIA Noel Mùa Tình Yêu       | 2011 |
| 6   | Gái Xuân (Từ Vũ, thơ: Nguyễn Bính)                                                                            | Solo                                      | ASIA Xuân Hy Vọng            | 2012 |
| 7   | Thiên Duyên Tiền Định (Trang Dũng Phương, Nguyên Lễ)                                                          | Quốc Khanh                                | ASIA Xuân Hy Vọng            | 2012 |
| 8   | Qua Cơn Mê (Trịnh Lâm Ngân)                                                                                   | Solo                                      | ASIA 69                      | 2012 |
| 9   | Hài kịch: Bến Đợi Đò Qua                                                                                      | Quang Minh, Hồng Đào, Tâm Đoan, Mỹ Huyền  | ASIA 70                      | 2012 |
| 10  | Họp Mặt Lần Cuối (Song Ngọc)                                                                                  | Huỳnh Phi Tiễn                            | ASIA 70                      | 2012 |
| 11  | Mùa Đông Thương Nhớ (Hùng Linh)                                                                               | Solo                                      | ASIA Niềm Vui Mùa Giáng Sinh | 2012 |
| 12  | LK: Chán Anh Ghê (Tiến Luân) / Lần Đầu Nói Dối (Vinh Sử, Giao Tiên) / Yêu Hết Con Tim (Vũ Anh Tuấn, Khúc Lan) | Thanh Trúc, Diệp Thanh Thanh, Kristine Sa | ASIA 71                      | 2013 |
| 13  | Duyên Tình (Xuân Tiên, Y Vân)                                                                                 | Quốc Khanh                                | ASIA 72                      | 2013 |
| 14  | Hình Ảnh Người Em Không Đợi (Hoàng Thi Thơ)                                                                   | Solo                                      | ASIA 73                      | 2013 |
| 15  | Chiều Làng Em (Trúc Phương)                                                                                   | Solo                                      | ASIA 74                      | 2014 |
| 16  | Tình Bơ Vơ (Lam Phương)                                                                                       | Solo                                      | ASIA 75                      | 2014 |
| 17  | LK Cánh Bướm Vườn Xuân, Xuân Yêu Thương                                                                       | Ngọc Anh Vi                               | ASIA Liên khúc Mùa Xuân      | 2014 |
| 18  | LK Gặp nhau Trên Phố (Trịnh Lâm Ngân), Yêu Nhau Suốt Đời (Trường Hải)                                         | Quốc Khanh                                | ASIA 76                      | 2015 |
| 19  | Bức Họa Đồng Quê (Văn Phụng)                                                                                  | Cát Lynh, Ngọc Anh Vi                     | ASIA Golden 4                | 2015 |
| 19  | LK Tình Đẹp Xót Xa (Anh Bằng), Tình Đau (Lam Phương)                                                          | Solo                                      | ASIA 77                      | 2015 |
| 20  | Mừng Nắng Xuân Về (Huỳnh Anh)                                                                                 | Solo                                      | ASIA Mừng Xuân               | 2016 |

### Đài SBTN
| STT | Tiết mục                                                | Thể hiện với | Chương trình                                          | Năm                |
| --- | ------------------------------------------------------- | ------------ | ----------------------------------------------------- | ------------------ |
| 1   | Rừng Chưa Thay Lá (Nhạc: Huỳnh Anh, Thơ: Hoàng Ngọc Ẩn) | Solo         | Nhạc Thính Phòng in Norway "Những Tình Khúc Sau 1975" | 2015 (ra mắt 2020) |
| 2   | Cỏ Úa (Lam Phương)                                      | Solo         | Nhạc Thính Phòng in Norway "Những Tình Khúc Sau 1975" | 2015 (ra mắt 2020) |

### Trung tâm Thúy Nga
| STT | Tiết mục                                                               | Thể hiện với | Chương trình                 | Năm  |
| --- | ---------------------------------------------------------------------- | --- | ---------------------------- | ---- |
| 1   | Đẹp Lòng Người Yêu (Ngọc Sơn)                                          | Mạnh Quỳnh | Paris By Night 121           | 2017 |
| 2   | Chuyện Tình Của Người Trinh Nữ Tên Thi (Hoàng Thi Thơ)                 | Hoàng Nhung, Hoàng Mỹ An | Paris By Night 122           | 2017 |
| 3   | Phận Má Hồng (Y Vân)                                                   | Solo | Paris By Night 122           | 2017 |
| 4   | Duyên Phận (Thái Thịnh)                                                | Như Quỳnh, Hương Thủy, Mai Thiên Vân, Phi Nhung, Hạ Vy, Quỳnh Vi, Lam Anh, Diễm Sương, Hoàng Nhung, Châu Ngọc Hà | Paris By Night 122           | 2017 |
| 5   | Nhạc Tình Đêm Mưa (LV: Khúc Lan)                                       | Solo | Paris By Night 123           | 2017 |
| 6   | Anh Cho Em Mùa Xuân (Nguyễn Hiền, thơ: Kim Tuấn)                       | Minh Tuyết, Hương Thủy, Mai Thiên Vân, Hạ Vy, Châu Ngọc Hà, Hoàng Nhung, Diễm Sương | Paris By Night 124           | 2018 |
| 7   | Chiều (Dương Thiệu Tước, thơ: Hồ Dzếnh)                                | Solo | Paris By Night 124           | 2018 |
| 8   | Hài kịch: Cho Nhau Mùa Xuân (Nguyễn Ngọc Ngạn)                         | Chí Tài, Việt Hương, Thúy Nga | Paris By Night 124           | 2018 |
| 9   | Sắc Hoa Màu Nhớ (Nguyễn Văn Đông)                                      | Solo | Paris By Night 125           | 2018 |
| 10  | Bông Hồng Cài Áo (Nguyễn Văn Đông)                                     | Hoàng Nhung, Như Ý | Paris By Night 125           | 2018 |
| 11  | Khúc Tình Ca Hàng Hàng Lớp Lớp (Nguyễn Văn Đông)                       | Hoàng Oanh, Thanh Tuyền, Giao Linh, Vũ Khanh, Anh Khoa, Ý Lan, Anh Dũng, Don Hồ, Ngọc Anh, Minh Tuyết, Nguyễn Hồng Nhung, Thiên Tôn, Đình Bảo, Hương Thủy, Mai Thiên Vân, Lam Anh, Trần Thái Hòa, Hạ Vy, Khải Đăng, Châu Ngọc Hà | Paris By Night 125           | 2018 |
| 12  | Trăng Sơn Cước (Văn Phụng, Văn Khôi)                                   | Hoàng Nhung | Paris By Night 126           | 2018 |
| 13  | Tình Sen (Võ Hoài Phúc)                                                | Solo | Paris By Night 127           | 2018 |
| 14  | Hài kịch: Cầm Kỳ Thi Họa (Hồng Đào)                                    | Hồng Đào, Trang Thanh Lan, Nguyễn Hồng Nhung | Paris By Night 127           | 2018 |
| 15  | Một Lần Dang Dở (Nhật Ngân)                                            | Solo | Paris By Night 128 VIP Party | 2018 |
| 16  | Hài kịch: Pháp Sư Trần Phiêu Diêu Tái Xuất Giang Hồ (Nguyễn Ngọc Ngạn) | Hoài Linh, Việt Hương | Paris By Night 128           | 2019 |
| 17  | Vào Hạ (Lê Hựu Hà)                                                     | Hương Thủy, Kỳ Phương Uyên, Hoàng Nhung, Tâm Đoan, Loan Châu, Như Ý, Hạ Vy, Lam Anh, Trúc Lam, Trúc Linh, Như Loan, Diễm Sương, Băng Tâm, Mai Thiên Vân, Nguyễn Hồng Nhung, Phi Nhung, Quỳnh Vi, Ngọc Anh, Minh Tuyết | Paris By Night 128           | 2019 |
| 18  | Hài kịch: Một Ngày Ở Tiệm Nail (Nguyễn Ngọc Ngạn)                      | Hồng Đào, Hoài Tâm, Việt Hương, Thúy Nga | Paris By Night 129           | 2019 |
| 19  | Tình Sử Huyền Trân (Vũ Thanh)                                          | Solo | Paris By Night 129           | 2019 |
| 20  | Hài kịch: Tài Khoản Ngân Hàng (Nguyễn Ngọc Ngạn)                       | Chí Tài, Hoài Tâm, Thúy Nga, Việt Hương | Paris By Night 130           | 2020 |
| 21  | Hình Nhân Cỏ (Hamlet Trương)                                           | Solo | Paris By Night 130           | 2020 |
| 22  | Nỗi Buồn Con Gái (Nhật Ngân)                                           | Diễm Sương, Hương Thủy, Như Loan, Hạ Vy, Minh Tuyết, Như Ý, Quỳnh Vi, Băng Tâm, Lam Anh, Hoàng Mỹ An, Ngọc Anh | Paris By Night 130           | 2020 |
| 23  | Tình Khúc Muộn Màng (Nguyễn Tùng)                                      | Lương Tùng Quang | Paris By Night 134           | 2023 |
| 24  | Cánh Hồng Phai (Dương Khắc Linh, Hoàng Huy Long)                       | Hương Thủy, Ngọc Anh, Thanh Hà, Minh Tuyết, Như Ý, Băng Tâm, Như Loan, Kỳ Phương Uyên, Hoàng Mỹ An, Lam Anh, Nguyễn Hồng Nhung | Paris By Night 134           | 2023 |
| 25  | Hơn Một Lời Cảm Ơn (Ngô Minh Tài)                                      | Ngọc Anh, Ý Lan, Tuấn Ngọc, Khánh Hà, Bằng Kiều, Minh Tuyết, Trần Thái Hòa, Lam Anh, Đình Bảo, Kỳ Phương Uyên, Nguyễn Hồng Nhung, Ngọc Hạ, Tuấn Phước, Thiên Tôn, Hương Lan, Hoàng Oanh, Thanh Tuyền, Phương Hồng Quế, Thanh Hà, Quang Dũng, Trường Vũ, Như Quỳnh, Quang Lê, Thái Châu, Họa Mi, Nguyễn Hưng, Hương Thủy, Băng Tâm, Hoàng Nhung, Trịnh Lam, Phương Yến Linh, Ngọc Ngữ, Châu Ngọc Hà, Tâm Đoan, Mạnh Quỳnh, Phương Loan, Đan Nguyên, Lương Tùng Quang, Như Loan, Hoàng Mỹ An, Như Ý, Lâm Thúy Vân, Myra Trần, Don Hồ | Paris By Night 134           | 2023 |
| 26  | Người Tình Không Đến (Ngân Giang)                                      | Châu Ngọc Hà | Paris By Night 136           | 2024 |

### Các chương trình thu hình khác
| STT | Tiết mục                                  | Thể hiện   | Chương trình                 | Năm  |
| --- | ----------------------------------------- | ---------- | ---------------------------- | ---- |
| 1   | Tạ Từ Trong Đêm (Trần Thiện Thanh)        | Đan Nguyên | Liveshow - Tình Như Mây Khói | 2013 |
| 2   | Đừng Gọi Anh Bằng Chú (Anh Thy)           | Mạnh Quỳnh | Liveshow Mạnh Quỳnh          | 2017 |
| 3   | Một Lần Dang Dở (Mặc Thế Nhân, Nhật Ngân) | Solo       | Ca sĩ ẩn danh #13            | 2020 |
| 4   | Qua Cơn Mê (Trần Trịnh, Nhật Ngân)        | Solo       | Ca sĩ ẩn danh #13            | 2020 |

## Băng đĩa đã phát hành

### DVD

#### Liveshow Tango Tím (2013)
1. Môi Ô Mai (Trúc Hồ)
2. Yêu Một Mình (Trịnh Lâm Ngân)
3. Chuyện Hợp Tan (Quốc Dũng)
4. Mưa Đêm Ngoại Ô (Đỗ Kim Bảng)
5. Phận Tơ Tằm (Anh Bằng, Minh Kỳ)
6. Biết Đến Bao Giờ (Lam Phương) - ft Tuấn Vũ
7. Qua Ngõ Nhà Em (Anh Bằng)
8. Một Người Đi (Mai Châu)
9. Nếu Anh Đừng Hẹn (Lê Dinh, Anh Bằng)
10. Cho Anh Xin Số Nhà (Trần Thiện Thanh) - ft Phạm Tuấn Ngọc
12. Nụ Hôn Dưới Mưa (LV: Anh Tài)
13. Tango Tím (Anh Bằng)

#### Liveshow Cha Cha Cha (2015)
1. Liên Khúc: Nào Biết Nào Hay (LV:Minh Thảo), Hãy Vui Đêm Nay
2. Tình Đâu Dễ Quên (Song Ngọc, Vũ Tuấn Đức)
3. Tình Là Sợi Tơ (Anh Bằng) - ft Quốc Khanh
4. Cuối Tuần Bên Anh (Vũ Tuấn Đức)
5. Hẹn Em Sao Không Đến
6. Cô Bé U Sầu (Nguyễn Ngọc Thiện)
7. Bé Yêu (Lam Phương) - ft Đoàn Phi
8. Nắng Xanh (Quốc Dũng)
9. Liên Khúc:Vết Thù Trên Lưng Ngựa Hoang (Ngọc Chánh, Phạm Duy), Nếu Một Ngày (Khánh Băng), Tôi Đưa Em Sang Sông (Y Vũ, Nhật Ngân) - ft Đan Nguyên
10. Cố Quên (LV:Trần Ngọc Sơn)
11. Thiên Đàng Ái Ân (Lam Phương) - ft Huỳnh Phi Tiễn
12. Khúc Hát Yêu Đời (LV:Trung Hành) - ft  Đoàn Phi
13. Hôn Em Nồng Nàn (LV:Duy Quang)
14. Đắm Say Chachacha (Sỹ Đan)

### CD
- Ký Ức Dòng Sông (2008)
- Không Giờ Rồi (2009)
- AsiaCD304: Mưa (2011)
- AsiaCD 315: Phận Tơ Tằm (2012)
- AsiaCD 345: Qua Ngõ Nhà Em (2013)
- AsiaCD CS062: Thánh Ca Dâng Mẹ (2015)
- AsiaCD 362: Cuối Tuần Bên Anh (2015)
- Thúy Nga đại diện: Một Đời Áo Trắng (2016)
- Thúy Nga đại diện: Tình Không Đoạn Cuối, với Mạnh Quỳnh (2016)
- Thúy Nga đại diện: Đời Con Gái (2017)
- Thúy Nga đại diện: Tình Khúc Mang Tên Những Loài Hoa (2017)
- Thúy Nga đại diện: Mưa Trên Biển Vắng (2019)
- Con Chỉ Là Tạo Vật (2020)
- Yêu Thương Kẻ Thù (2020)

## Chương trình truyền hình
| Năm  | Chương trình  | Vai trò                               |
| ---- | ------------- | ------------------------------------- |
| 2020 | Ca sĩ ẩn danh | Khách mời (Tập 13)                    |
| 2021 | Ký ức vui vẻ  | Người chơi khách mời (Mùa 3 - Tập 10) |